# Переділ (Чернігівський район)
Пере́діл — село в Україні, у Ріпкинській селищній громаді Чернігівського району Чернігівської області. Населення становить 15 осіб. До 2020 орган місцевого самоврядування — Радульська селищна рада.

## Історія
12 червня 2020 року, відповідно до розпорядження Кабінету Міністрів України № 730-р «Про визначення адміністративних центрів та затвердження територій територіальних громад Чернігівської області», увійшло до складу Ріпкинської селищної громади.
19 липня 2020 року, в результаті адміністративно - територіальної реформи та ліквідації Ріпкинського району, село увійшло до складу Чернігівського району Чернігівської області.

## Демографія
За переписом 2001 року населення складало 42 особи. На 2019 рік населення складало лише 15 чоловік і продовжувало зменшуватися.

### Мова
Розподіл населення за рідною мовою за даними перепису 2001 року:
| Мова       | Кількість | Відсоток |
| ---------- | --------- | -------- |
| українська | 34        | 80.95%   |
| російська  | 8         | 19.05%   |
| Усього     | 42        | 100%     |